# Nathan Anderson
Nathan Anderson est le fondateur de Hindenburg Research, une société de gestion de placements basée à New York. Il est célèbre pour avoir publié des rapports sur des actes répréhensibles présumés commis par des entreprises, et en avoir tiré profit via sa société et la vente à découvert des actions de la société cible (c'est-à-dire en pariant sur les marchés boursiers que le cours des actions de la société baissera). Si tout se passe comme prévu, le rapport lui-même entraînera une baisse du cours de l'action, laissant un gain en capital à Hindenburg Research sur sa position courte.

## Enfance et début de carrière
La date de naissance exacte d'Anderson n'est pas connue du public, mais, selon certaines sources, il avait 38 ans au début de 2023. Anderson a grandi dans l'État du Connecticut. Il est le fils d'un professeur d'université et d'une infirmière. Lors d'un podcast d'entreprise, Anderson a rappelé qu'il avait tenté de convaincre un rabbin que le livre de la Genèse était incompatible avec la théorie moderne de l’évolution.
Il a obtenu un diplôme en commerce international de l'Université du Connecticut. Entre mars 2004 et janvier 2005, il a travaillé comme chauffeur d'ambulance en Israël et a suivi des cours à l'Université hébraïque.
Il a obtenu deux certifications professionnelles financières : Chartered Alternative Investment Analyst (CAIA) et Certified Financial Analyst (CFA).
Il a commencé sa carrière financière en travaillant pour FactSet Research Systems Inc. Plus tard, il a décrit ses expériences au Wall Street Journal en disant: J'ai réalisé qu'ils faisaient beaucoup d'analyses banales, il y avait beaucoup de conformité[réf. nécessaire],. Il a ensuite occupé un poste d’analyste en investissements pour les services de gestion de patrimoine privé de personnes fortunées. Après cette première expérience, il fonde sa première entreprise, ClaritySpring.

## Carrière ultérieure - rapports sur fraudes financières
Nathan Anderson a déclaré que sa décision de se spécialiser dans les enquêtes sur les fraudes financières a été inspirée par Harry Markopolos, un enquêteur sur les fraudes financières qui a joué un rôle déterminant dans la découverte du scandale des investissements de Bernie Madoff,. Anderson aurait travaillé avec Markopolos sur l'enquête Platinum Partners, qui a abouti à l'accusation de 7 dirigeants de fraude en valeurs mobilières. Vers 2014, Anderson a commencé à déposer des rapports de dénonciation auprès des autorités américaines, dans l'espoir de collecter des primes gouvernementales pour la découverte de fraudes  (pour un exemple d'un tel programme, voir le Bureau des dénonciateurs de la Securities and Exchange Commission).

Nathan Anderson a fondé Hindenburg Research, une petite société de gestion d'investissements spécialisée dans les enquêtes financières judiciaires, en 2017,. En 2023, l'entreprise devait employer une dizaine de personnes. Son site Web décrit ses activités comme suit :
... nous croyons que les résultats de recherche les plus percutants proviennent de la découverte d'informations difficiles à trouver à partir de sources atypiques. En particulier, nous recherchons souvent des situations où les entreprises peuvent avoir n'importe quelle combinaison de :
- Irrégularités comptables
- Mauvais acteurs dans les rôles de gestion ou de fournisseur de services clés
- Transactions non divulguées avec des parties liées
- Pratiques commerciales ou financières illégales/non éthiques
- Problèmes réglementaires, produits ou financiers non divulgués.

Le premier rapport influent de Hindenburg, publié en septembre 2020, ciblait le constructeur de véhicules électriques, Nikola Corporation. Selon le rapport, Nikola publiait des informations mensongères sur sa technologie et sur les performances de ses produits et n'était, au final, qu'une coquille vide. La Securities and Exchange Commission et le ministère américain de la Justice ont enquêté sur ces allégations et Trevor Milton, le fondateur de Nikola, a finalement été reconnu coupable de fraude. L'action de Nikola avait alors chuté de 90 %.
En janvier 2023, un rapport médiatisé de Hindenburg couvrait des allégations de blanchiment d'argent, manipulation massive d'actions et de fraude comptable par le groupe Adani, un conglomérat indien dirigé par Gautam Adani, l'un des hommes les plus riches de monde,. Avant la révélation émanant d'Hindenburg, le conglomérat pesait 220 milliards d'euros et Gautam Adani était le troisième homme le plus riche du monde. Le groupe réfute le rapport mais Nathan Anderson réplique : « N'hésitez pas à m'attaquer en justice ».
Anderson ne cherche pas la publicité — par exemple, il refuse les interviews. Par conséquent, peu est connu sur sa situation financière ou son statut personnel. De plus, Hindenburg Research n'est pas cotée en bourse, de sorte que peu de règles de divulgation d'informations s'appliquent à ses principaux dirigeants. 